# Glacier de Pays-Baché
Le glacier de Pays-Baché était un glacier des Pyrénées situé dans le massif du Néouvielle sur le versant oriental du pic Long. La voie d'accès pour aller au pic Long passait par le glacier. Cette voie d'accès est aujourd'hui difficile à cause de la disparition du glacier.  

## Toponymie
Le nom viendrait d'un chasseur d'isard se nommant Caubet et surnommé Pays Baché. En 1840, durant une chasse, accompagné de trois autres chasseurs, Caubet tomba dans une crevasse du glacier à environ 200 m du pic Maubic. Son corps fut retrouvé 28 ans plus tard en 1868 au niveau du front glaciaire par un groupe de chasseurs. Ainsi le glacier à l'est du pic Long devient le glacier de Pays Baché.

## Évolution
Le glacier a aujourd'hui totalement disparu. Il en reste seulement la moraine, des névés et un lac qui porte le nom du glacier (lac du Pays Baché).
La superficie du glacier était d'environ 10 hectares en 1948.